# Aspelta

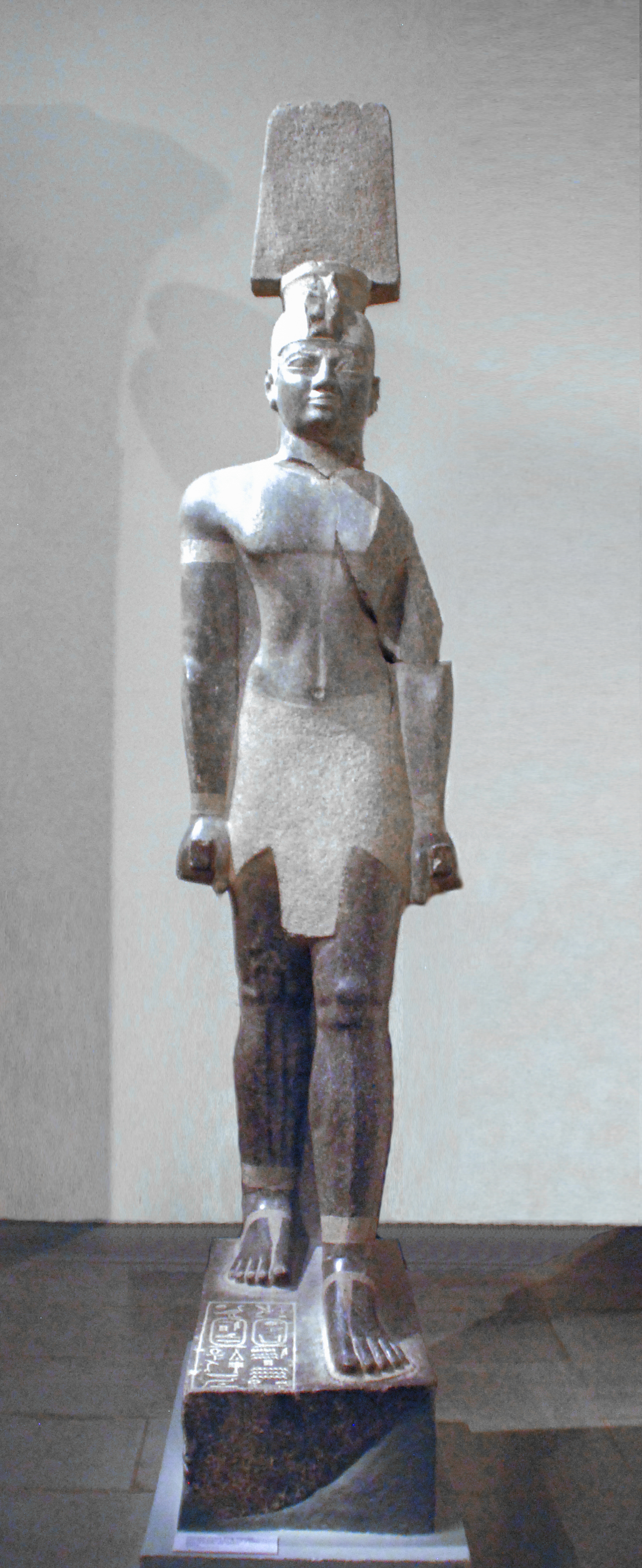
Kolossalstatue des Aspelta im Museum of Fine Arts, Boston

Aspelta war ein nubischer König des kuschitischen Reiches im Norden des heutigen Sudan, der am Beginn des 6. Jahrhunderts v. Chr. regierte.

## Leben
Aspelta war der Sohn des Senkamanisken und der Nasalsa. Er war der Nachfolger seines Bruders Anlamani. Seine Gemahlinnen waren eventuell Asata und Makmale. Aspelta war ein bedeutender Bauherr. Denkmäler von ihm sind aus Kawa, Sanam und vom Berg Barkal bezeugt. In die Hypostolen-Halle im Tempel von Sanam baute er einen Kapelle.  Aus Meroe stammen zahlreiche Votivopfer mit seinem Namen. Hier hat er auch an einem Tempel (M 293) gebaut.
Andere wichtige Denkmäler aus seiner Regierungszeit sind eine große Stele mit dem Bericht seiner Thronbesteigung und die sogenannte Adoptionsstele. Auf der ersten Stele wird berichtet, wie nach dem Tode von Anlamani die Generäle den Amun von Napata um einen neuen König bitten und dieser aus den Brüdern des alten Herrschers Aspelta auswählt. Die Adoptionsstele berichtet, dass Aspelta Madiken, die Witwe (?) Anlamanis, zur Hohepriesterin des Amun von Napata erwählte.
Unter Aspelta kam es eventuell zum Krieg gegen Ägypten, der vor allem in griechischen Quellen belegt ist. König Psammetich II. scheint bis nach Napata vorgedrungen zu sein und plünderte eventuell sogar diese Stadt, wurde dann aber von den Nubiern geschlagen. In dieser Stadt fanden sich nun Depots von zerschlagenen Königsstatuen, die man als Zerstörungswerk der Ägypter deutete. Der letzte in diesen Depots belegte Herrscher ist Aspelta, weswegen angenommen wurde, dass der oben genannte Feldzug unter ihm stattfand. Die neuere Forschung ist etwas vorsichtiger in dieser Interpretation und es wird nicht ausgeschlossen, dass die Zerschlagung und Vergrabung dieser Statuen auf dynastische Kämpfe zurückgeht. Dies mag auch der Grund sein, warum sein Name auf seinen Stelen systematisch ausgekratzt wurde.

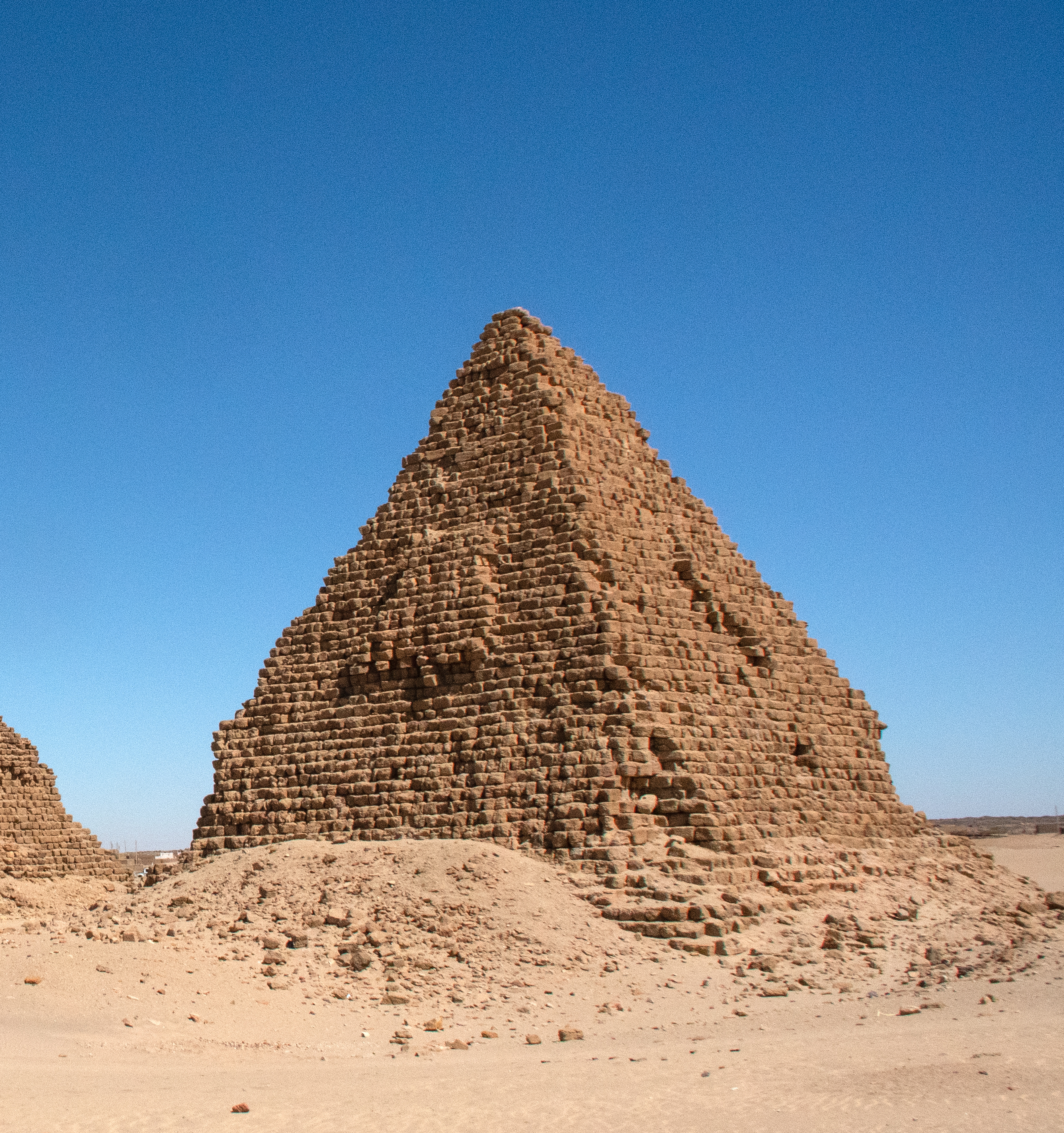
Pyramide des Aspelta

## Die Pyramide des Aspelta
Aspelta wurde in der Pyramide Nu 8 in Nuri bestattet. Die Pyramide war 27,45 Meter mal 27,45 Meter groß (Grundfläche) und hatte einen Neigungswinkel von 72 Grad. 1918 war sie noch 28,73 Meter hoch. Vor der Pyramide stand ein kleiner Pyramidentempel. Nur ein Türsturz war dekoriert und zeigt den Herrscher vor Osiris und Anubis. Zu den Grabkammern führten 64 Stufen hinab. Es gab drei Kammern, die alle mit Sandstein verkleidet und dann mit langen Texten dekoriert waren. In der letzten Kammer – der Grabkammer – fand sich ein großer mit religiösen Texten beschrifteter Sarkophag. Die Kammern waren bei der Auffindung schon lange beraubt, doch enthielten sie noch eine Reihe von wertvollen Objekten. Es fanden sich viele Alabastergefäße, die teilweise den Namen des Herrschers tragen, eine Opfertafel und 60 beschriftete, glasierte Becher. Besonders wertvoll sind 15 Goldzylinder, die alle reich dekoriert sind und eine stehende, mit Flügeln ausgestattete Göttin zeigen. Solche Zylinder fanden sich auch in anderen nubischen Gräbern von Königen, doch ist ihre Funktion unbekannt.
Als Nachfolger von Aspelta wird Aramatelqo vermutet, da sich dessen Pyramide neben seiner fand.

## Bilder

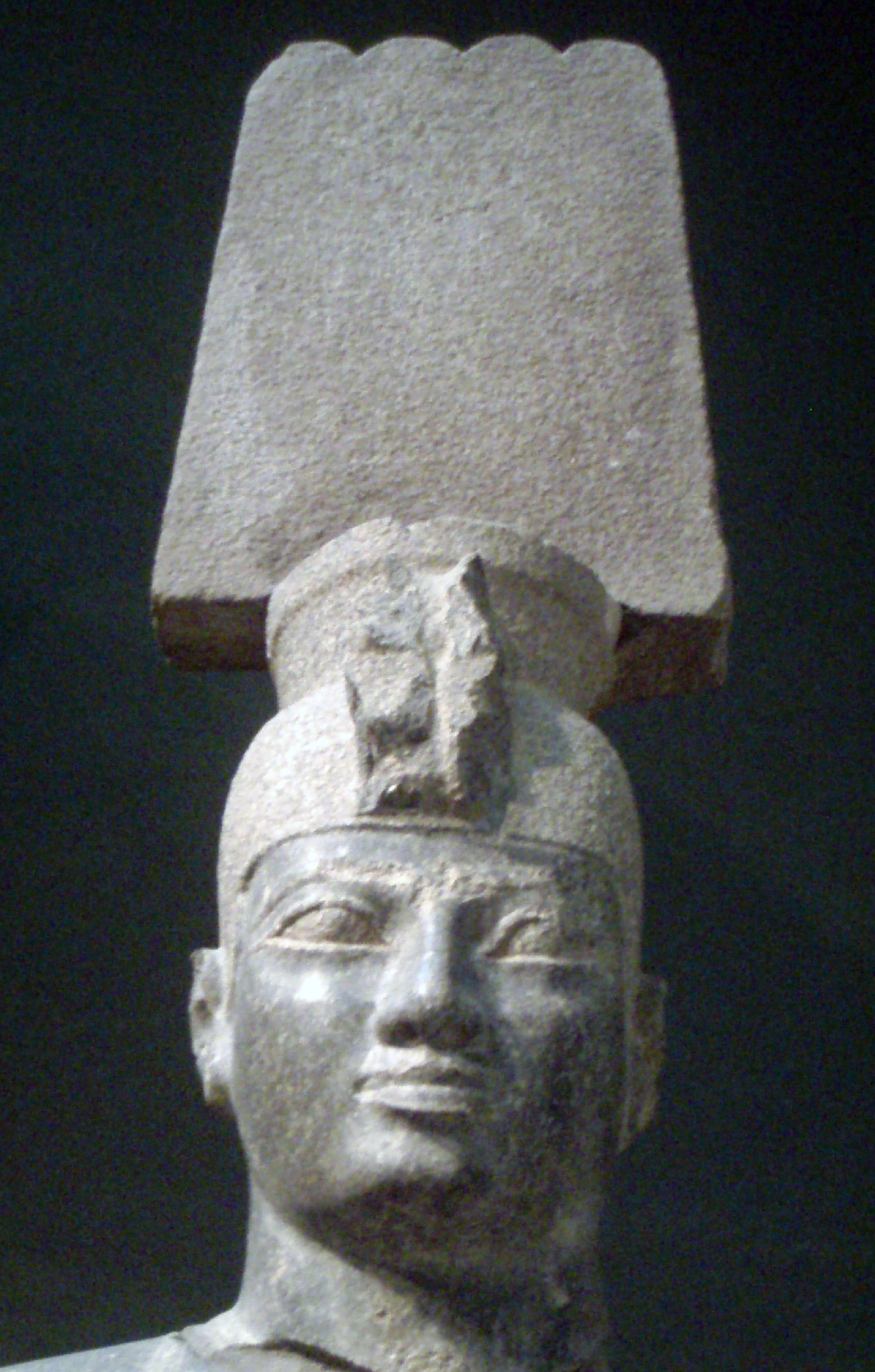
Kopf der Kolossalstatue vom Berg Barkal
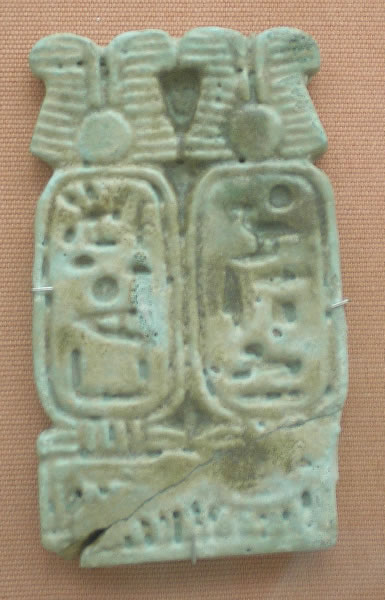
Kartuschen des Königs
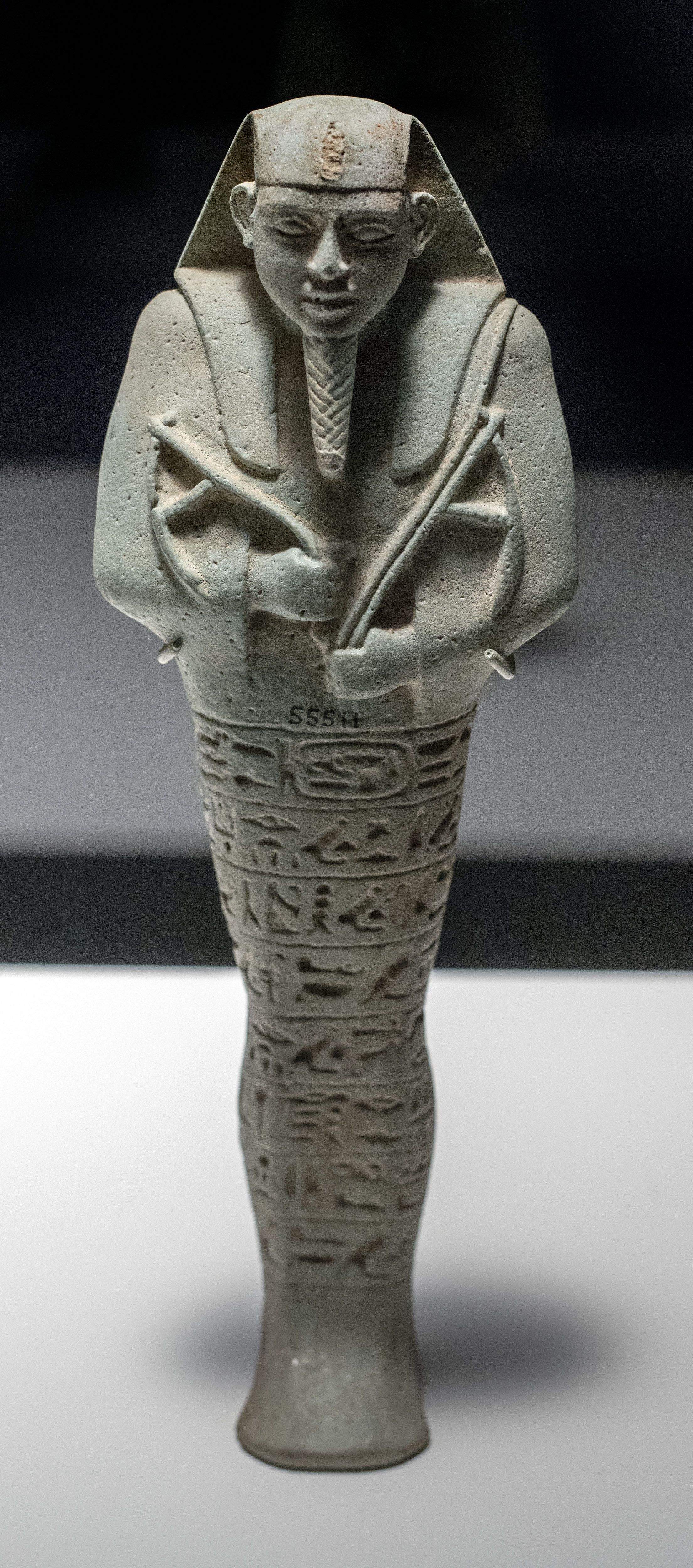
Uschebti des Königs
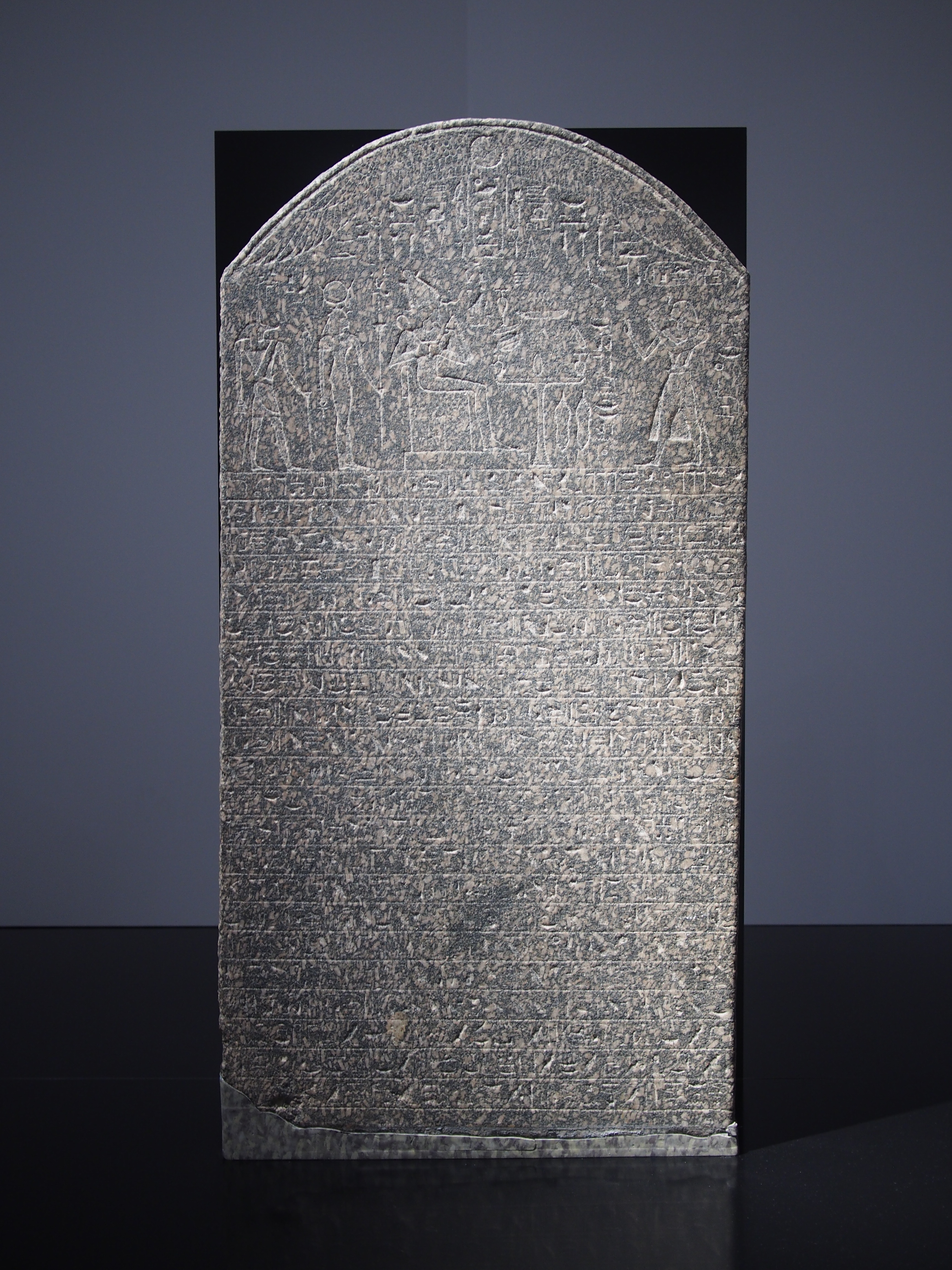
Stele des Königs